# 黃閏
黃閏（1396年—1426年），《太學進士題名碑錄》誤作黃門，字朞餘，江西贛州府信豐縣人，明朝政治人物。

## 生平
黃閏自幼聰穎，永樂九年（1411年）以十六歲之齡中舉人，十六年（1418年）成進士，獲授庶吉士，名振翰林院，遭同科進士顧忌。他個性正直，在院九年後自監察御史降為儀隴知縣，任內興利除弊，管治嚴明，號稱「鐵令尹」，讓人民敬重，在任內去世，年僅三十一歲，有《竹居吟稿》流傳。

## 引用
1. 1 2  道光《信豐縣志·卷九·人物志》：黃閏，字朞餘，幼頴敏不羣，十六領鄉薦，踰冠登永樂戊戌進士，授翰林院庶吉士，名振館閣，同進者忌之。性狷介，在院九載，左遷儀隴令，興利除弊，民甚德之，卒於官，年僅三十有一。著有《竹居吟稿》，《四川通志》載名宦中，略曰：「政尚嚴明，人不敢干以私，時有鐵知縣之號。」 見《通志》，祀鄉賢
2. ↑  道光《信豐縣志·卷八·選舉志》：永樂九年辛卯科（舉人） 黃閏 見進士
3. ↑  光緒《儀隴縣志·卷八·職官志》：黃閏，正德【宣德】中以監察御史謫儀隴，治尚嚴明，犯者動繩以法，民不敢欺，號為鐵令尹。